# 243285 Fauvaud
243285 Fauvaud este un asteroid din centura principală de asteroizi.

## Descriere
243285 Fauvaud este un asteroid din centura principală de asteroizi. A fost descoperit pe 11 februarie 2008 la Nogales de Jean-Claude Merlin. Asteroidul prezintă o orbită caracterizată de o semiaxă mare de 3,48 ua, o excentricitate de 0,04 și o înclinație de 9,1° în raport cu ecliptica.